# El fin de la espera
El fin de la espera es una película argentina dirigida por Francisco D'Intino y protagonizada por Ricardo Bertone, Ulises Dumont y Analía Juan. Estrenada el 15 de septiembre de 2011, se desarrolla en la granja-hogar de unos chicos desamparados.

## Sinopsis
Jacinto trabaja día y noche para mantener una granja de huérfanos. Pero todo va mal: la cosecha se pierde, los chicos se escapan, se queda sin fondos. Un ministro da una luz de esperanza pero pronto tiene que huir por un caso de corrupción y uno de los chicos es muerto por la policía. Entonces se desatan una serie de eventos que cambiarán el estado de las cosas.

## Reparto
- Ulises Dumont Jacinto
- Ricardo Bertone Rulo
- Analía Juan como Huesito
- Adrián Cabezas como
- Name como Nico
- Alvin Astorga como El Pulga